# Habitatge a la Riera, 85 (Mataró)
L'Habitatge a la Riera, 85 és una obra historicista de Mataró (Maresme) protegida com a Bé Cultural d'Interès Local.

## Descripció
Casal de planta baixa i tres plantes pis. Presenta dues obertures amb arc pla a la planta baixa, dos balcons longitudinals al primer i segon pis i dues finestres a la tercera planta. La façana acaba amb un acroteri horitzontal llis.
Destaca l'estucat lliscat a carreu en planta baixa i una parella de rostres petris sobre les obertures.